# Queue (billard)
Pour les articles homonymes, voir Queue.
Une queue de billard est la tige de bois servant à frapper les boules. Elle est généralement en bois d’érable ou de frêne, et peut être mono-bloc ou en deux parties.
Elle est composée d’un talon pour éviter de l’endommager, d’un fût et d’une flèche (reliés par un tourillon dans le cas de queues démontables). À l’extrémité de la flèche se trouve une virole sur laquelle est collé ou vissé un procédé. Le procédé (parfois appelé pomérance en Belgique) est généralement une rondelle de cuir, d’un diamètre adapté à la virole, compris entre 8 et 14 mm en fonction de la taille des billes, du mode de jeu et/ou des préférences du joueur.

## Caractéristiques d'une queue
Les queues peuvent être :

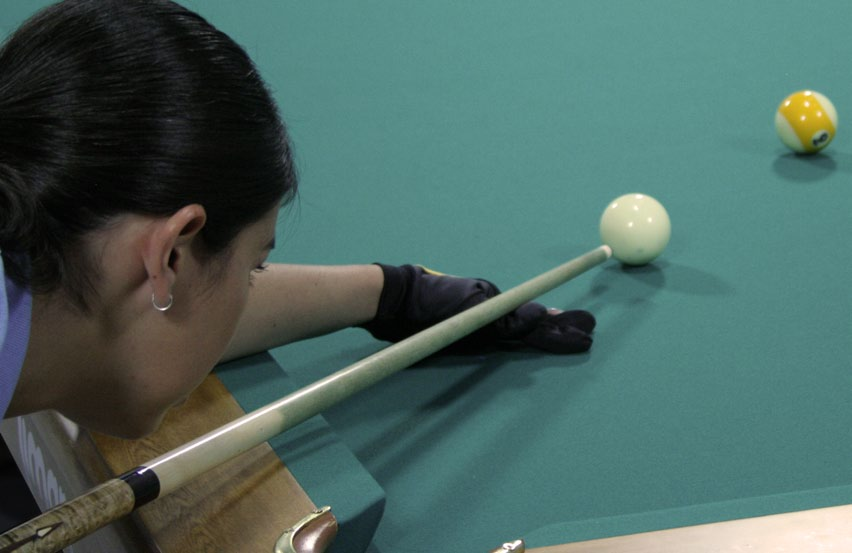
Une joueuse de billard utilisant une queue de billard.

- une pièce ou monobloc : le fût et la flèche sont collés.
- 1/2 : le fût et la flèche sont vissés l'un à l'autre, ce qui permet de transporter plus facilement la queue.
- 3/4 : la jointure se fait aux 3/4 de la flèche. La plupart des professionnels utilisent une queue 3/4 car la jointure dégrade beaucoup moins la qualité du coup. Il n'y a quasiment pas de différence avec une queue monobloc.
- 3 pièces : Les queues ont 2 jointures, une à mi-queue (1/2) et l'autre aux trois quarts (3/4).
- Avec une extension (à visser) : c'est le cas de toutes les queues de Snooker.
- Avec une rallonge (à visser ou emmancher) potentiellement télescopique (surtout utile au snooker)

Le poids d'une queue varie de 450 (blackball) à 550 g (Carambole). Pour le 5 Quilles, les queues font souvent plus de 600 g tandis que les queues de massé peuvent atteindre le kilogramme.

### Le Procédé
Le procédé est une rondelle de cuir collée à l'extrémité de la queue, destiné à assurer le meilleur contact possible avec la bille. De conception mono bloc ou multicouche (plus endurants), les procédés sont habituellement à coller sur la virole, mais on trouve également des procédés à visser sur les queues d'entrée de gamme. Le procédé est le seul élément extérieur en contact avec la bille, et le contact est de l'ordre du millième de seconde. La qualité du procédé entre donc de manière importante dans la création des effets, le toucher de bille, la tenue du bleu et l'accroche sur la bille (fausses queues).  

#### Caractéristiques techniques du procédé
Un procédé est caractérisé par sa taille, sa densité et son élasticité : 
Impact de la taille :  
La taille du procédé est identique à la taille de l'extrémité fine de la flèche. 
- Plus le procédé est petit, moins il y a de contact avec la bille, entraînant moins d'effet et moins d'accroche (risque de fausse queue). Un procédé petit induit également une flèche fine, donc souple et qui peut vibrer lors de l'impact. Cette vibration va entraîner un rebond du procédé sur la bille voire une fausse queue. Ces éléments (accroche, effet et vibrations) sont proportionnels à la taille de la bille et à l'accroche sur le tapis : plus les billes sont légères et le tapis glissant (i.e. de bonne qualité), plus on pourra se contenter d'un procédé de petite dimension. Il est aussi à noter que plus un procédé est petit, plus il s'aplatira vite face à une bille lourde (ce qui nécessitera plus d'entretien et de reshaping).
- Plus le procédé est gros plus il est difficile de doser l'effet car la bille étant sphérique, on ne la touche pas au même endroit (vertical et horizontal) du procédé en fonction de la zone d'impact : si on prend la bille pleine en tête (sans effet), c'est la partie centrale du procédé qui va entrer en contact ; tandis qu'en cas d'effet intense (impact du procédé sur la périphérie de la bille), c'est la périphérie du procédé qui va contacter la bille. D'ailleurs, lorsqu'il faut jouer « bille basse », un procédé trop gros risque aussi de toucher le tapis empêchant le joueur de mettre autant d'effet que souhaité. Finalement, cette difficulté à doser l'effet, voire l'impossibilité d'y mettre autant que souhaité, se traduit essentiellement par un inconfort du jeu.

Il est à noter que si la queue semble de bonne facture mais que le bruit de l'impact sur la blanche n'est pas sec et propre, il y a de fortes chances pour que le procédé soit trop petit (et donc la flèche trop fine).
Selon les différents types de billards on observe des standards de dimensions de procédés différentes (dimensions et poids de billes arrondis) : 
- Blackball : 8-9 mm (Bille blanche de 48mm/95g)
- Snooker : 9-9,5 mm (Bille blanche 52mm/130g)
- Français : 11-11,5 mm voire 12 mm pour les 3-bandes (Bille blanche 62mm/210g)
- Américain : 13 mm (Bille blanche 52mm/160g)
- Queue de saut ou de massé : 14 mm (le règlement du billard américain interdit les queues de saut avec un procédé de plus de 14mm)

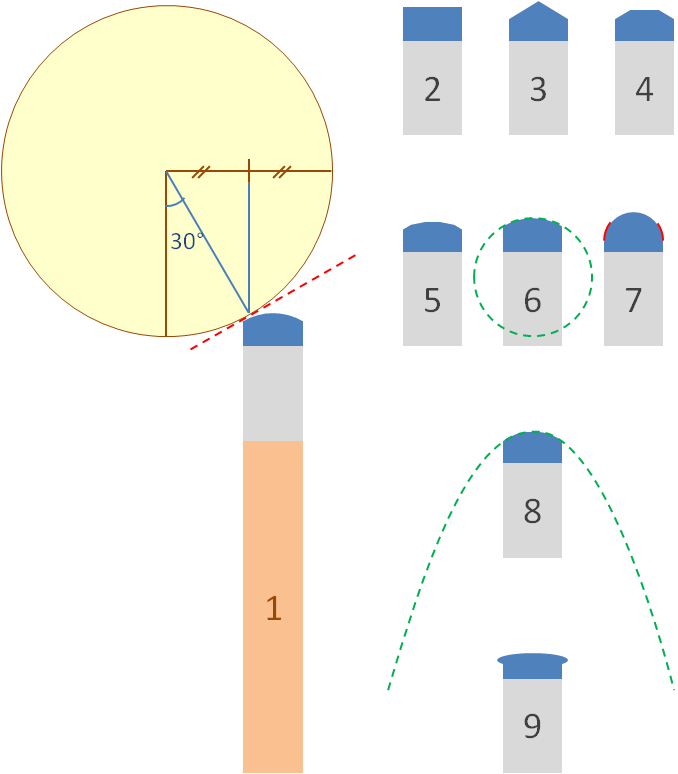
Différentes tailles de procédés :
Plat/Conique/Tronconique
Biseauté/circulaire/circulaire (trop petit)
Parabolique/Champignon

Impact de la forme : le shaping (taille) d'un procédé est très important car il joue un rôle dans la surface en contact avec la bille et donc avec la quantité d'effet transmis. Les chiffres entre parenthèses correspondent aux formes sur l'illustration. Plus le procédé est « plat » (2), moins il sera possible de mettre d'effet (pratique pour garantir une attaque sans effet). Au contraire, plus le procédé sera taillé en cône proche de 30° (3) plus il sera efficace pour un effet maximal (à la limite de la fausse queue). En effet, lorsque l'on dépasse 30° soit un point d'impact à mi distance du bord de la bille, le risque de fausse queue augmente grandement (1). Une solution fréquente est de tailler un méplat sur un procédé plat pour lui donner une forme tronconique, alliant les avantages des formes (2) et (3). On peut retailler les angles d'un procédé tronconique pour créer un méplat supplémentaire (5) et s'approcher de la forme la plus courante (6), qui est un arc de cercle dont l'angle maximal (extérieur) est de 30° (6). C'est en fait la même courbure qu'un cercle qui aurait pour diamètre le double de celui du procédé (proche de la dimension d'un nickel pour les queues de billard américain). Cependant, si le procédé est trop rond (7), la surface en contact avec la bille sera diminuée et il apparaît une zone inutile qui ne touchera jamais la bille (en rouge) ou alors en créant une fausse queue.   
D'un point de vue physique la courbe optimale est en réalité une parabole (8) qui augmente la surface de contact avec la quantité d'effet appliqué (permet à la fois d'atténuer les effets et déflexions lors d'une attaque pleine bille tout en minimisant les risques de fausse queue lorsqu'on met beaucoup d'effet). Lorsque le procédé s'aplatit trop, on observe un effet « champignon » (9), qui nécessite le changement ou le reshaping du procédé.     
Impact de la densité : Plus la densité décroit, plus le procédé a une meilleure accroche avec la bille, lui communiquant plus d'effet et limitant les fausses queues, au prix d'une « déflexion » plus élevée. Plus la densité augmente, plus la trajectoire de la bille devient plus linéaire, notamment sur de longues distances. Avec un procédé dur (hard) le joueur peut également communiquer plus d'énergie à la bille. Pour les casses (8-ball, 9-ball et blackball), l'énergie à communiquer doit être maximale, aussi les joueurs peuvent se servir d'une queue de casse spécifique avec un procédé en fibre de carbone ou en résine phénolique (ces queues ne sont pas forcément acceptées dans toutes les salles ou tournois). Les procédés en cuir durs ont aussi tendance à s'user plus vite.  
Pour assouplir le cuir et aussi améliorer la tenue de la craie, il existe des outils pour piquer le bout du procédé. 
Impact de l'élasticité : l'élasticité intervient sur le toucher de bille. Un procédé plus élastique va permettre de communiquer encore plus d'effet et de limiter davantage les fausses queues, mais au détriment de la sensation du toucher de bille. 
Avec le jeu les procédés ont toujours tendance à s'aplatir et à se dessécher, ce qui affecte grandement la qualité des effets et la précision du jeu. Il est recommandé de changer son procédé tous les 6 mois pour un jeu optimal.

#### Changement d'un procédé
Un procédé se façonne et se change régulièrement. Pour changer un procédé à coller, il faut 
- enlever au cutter l'ancien procédé,
- poncer ce qu'il reste de cuir et de colle jusqu'à mettre parfaitement à nu la virole. La surface de la virole doit être parfaitement plane pour que le collage du nouveau procédé se fasse de manière optimale. Le ponçage augmentera également l'accroche de la colle (micro-rainures)
- poncer légèrement le côté du procédé à coller (toujours pour faciliter l'accroche de la colle, et limiter les risques de décollement)
- coller le nouveau procédé (légèrement plus large que la virole) avec de la colle cyanoacrylate liquide (les colles en gel, plus épaisses, créent une couche plus épaisse entre le procédé et la virole, dégradant la qualité de l'impact).
- façonner le procédé
  - en amincissant le diamètre de ce dernier pour qu'il corresponde au diamètre de la virole flèche.
  - en travaillant le procédé vers une forme de dôme, afin de garantir un contact optimal.
  - en polissant la circonférence du procédé (pour limiter son dessèchement). Il est aussi possible de passer dessus un peu de crème protectrice pour cuir (nourrit le cuir et évite son dessèchement).

### La Virole
La virole a pour but de fournir une surface plate pour un collage efficace du procédé (ou d'un filetage pour les procédés à visser). Elle a pour but également de répartir le choc dû à l'impact sur la flèche ainsi que de limiter les risques que cette dernière fende. La virole peut être soit en résine, soit en fibre de verre soit en métal (pour les flèches à faible diamètre). Les viroles en métal, par leur rigidité permettent de donner plus d'impact (vitesse) à la bille mais moins d'effet et moins de déflexion. 
À l'usage, les viroles de blackball ou snooker sont essentiellement en laiton tandis que les viroles de Français ou d'Américain sont en résine (plus souple).

### La Flèche
Le but d'une flèche est d'être résistante aux chocs et souple pour transférer au mieux la force de l'impact et les effets. Le bois qui se prête le mieux à cet exercice est l'érable (plus le bois est proche du blanc et lisse, meilleure est sa qualité) aux États-Unis et le frêne (reconnaissable à ses veines sombres) en Europe. Ces deux essences ont des caractéristiques similaires :
- module d'élasticité (rigidité statique en flexion) : érable (12,6 GPa) > frêne (12 GPa) ;
- rigidité dynamique (module d'onde de compression) : érable  < frêne ;
- module de compression (dans l'axe des fibres) : érable (35,7 MPa) > frêne (30,9 MPa) ;
- densité : érable (0.63) > frêne (0.6).

On peut cependant être amené à utiliser des matériaux plus dur pour les débutants (pour des raisons de facilité de jeu et d'accès financier). 
Le frêne étant plus commun que l'érable du canada en Europe et vice-versa en Amérique, les joueurs de chaque continent ont eu tendance à privilégier un bois différent. 
Bois utilisé en fonction des jeux :
- carambole et américain : érable ;
- snooker et blackball : frêne.

On trouve également des flèches en fibre de carbone qui sont très légères (faible déflexion), très raides et insensibles à l'humidité.
Les flèches peuvent être dépolies afin de faciliter la glisse. Il faut éviter de toucher la flèche avec le bleu lorsqu'on l'applique sur le procédé. En effet, le bleu étant extrêmement abrasif (même matière que le papier à poncer) il peut affaiblir cette dernière en l'amincissant ou en rouvrant les pores du bois bouchés par la patine, ce qui peut faire rentrer l'humidité ambiante ou de la sueur des doigts dans le bois. Le bois va alors gonfler et la flèche va se voiler. La flèche est d'ailleurs la partie de la queue la plus sujette aux déformations, notamment lorsque le taux d'humidité change (c'est un point à prendre en compte lorsque l'on importe des queues depuis l'étranger ou lorsque l'on voyage à l'étranger avec sa queue). 
Enfin, certaines flèches ont leur extrémité évidée (côté virole) pour les alléger. Ceci à une grande influence sur la déflexion au moment de l'impact. Ces flèches sont souvent étiquetées « LD » pour Low Deflection. Elles sont plus chères et présentent certains défauts, comme de dégrader la précision axiale du tir (la rotation intentionnelle de la queue autour de la main d'appui est augmentée). Elles sont surtout utilisées par les joueurs de billard américain (8-ball et 9-ball).

### La Jointure
Hormis les queues taillées dans une seule pièce de bois, les queues sont composées de 2 pièces (le fût et la flèche). À la jonction entre les deux, la jointure a pour but de garantir un maximum de sensations au joueur, synonyme de confort et de précision dans le jeu. Il existe deux types de jointures : 
- les jointures tenon-mortaise : Pour les queues mono-bloc, la flèche jouant le rôle de la pièce mâle, vient s’enchâsser dans le fut. Les deux pièces sont ensuite encollées ;
  - papillon : La flèche est taillée en « v » à 2 pans (méplats)
  - « à quatre Pans » : principe identique au papillon, mais la flèche est taillée en pyramide avec 4 méplats.
- les jointures avec tourillon : pour les queues démontables, ce système facilite leur transport ;
  - tourillon dans la masse : l'extrémité de la flèche est taillée en tige filetée. La queue est alors assemblée en vissant la flèche dans le fût. Le bois pouvant travailler avec l'humidité, on rajoute souvent une entretoise de plastique pour assurer la fermeté de la liaison ;
  - tourillon en métal : même principe que le tourillon dans la masse, sauf que le tourillon est fait en métal (en laiton pour les queues de blackball et snooker) et enchâssé-collé dans la masse de la flèche et du fût. Le tourillon en métal à l'avantage d'être insensible à l'humidité et de transmettre plus fidèlement les sensations au joueur.

La plupart des queues ont une jointure à mi-longueur (queues 1/2), mais on trouve aussi des queues 3/4 qui sont soit une queue monobloc, soit une queue 1/2, avec un tourillon au trois quarts de la longueur (au niveau du talon). Les raisons sont :
- préserver au maximum les sensations du joueur (dans le cas d'une base de queue monobloc),
- permettre le changement de l'arrière du talon avec une extension parfaitement adaptée (snooker essentiellement)

### Le Fût
Le fût permet de donner un poids à la queue, ses qualités mécaniques importent peu aussi les queues haut de gamme utiliseront des bois nobles et travaillés pour se différencier. L'utilisation de parties en bois denses comme l'ébène permet également de l'alourdir afin d'ajuster l'équilibre de la queue. Comme le fût est maintenu dans la main, sa texture peut être importante. Parfois, certains joueurs recouvrent le fût d'un manchon afin d'alourdir la queue et/ou obtenir un grip plus confortable.

### Le Talon
Le talon est en général composé de caoutchouc pour amortir la queue lorsqu'on la fait tenir sur le sol. Les queues de snooker, de blackball ou de billard américain disposent quant à elles d'un filetage pour pouvoir y enclencher une extension.

### Les queues spécifiques
Le billard américain se joue avec au moins 3 queues :
- une queue de casse, très rigide d'un gros diamètre, sans procédé ni virole.
- une queue de jeu, classique
- une queue de saut pour faire sauter la blanche au-dessus d'une bille écran, cette queue est rigide avec un procédé dur, mais plus courte et légère que la queue classique.

## Étymologie
Le « billard » désignait initialement le bâton utilisé pour frapper les billes. Ce bâton était muni à sa tête d'une masse que l'on faisait glisser sur le tapis pour frapper les billes. Le bâton était tenu de manière inclinée un peu comme un balai. Cette manière de faire bouger les billes posait problème lorsque la bille était proche de la bande. Aussi les meilleurs joueurs étaient-ils autorisés à utiliser la queue du billard (le talon dirions-nous aujourd'hui) pour frapper les billes, malgré les risques de déchirement du tapis. Se rendant compte que la visée était optimisée (car on pouvait s'allonger sur la queue alors tenue horizontalement), jouer avec la queue du billard devint de plus en plus commun. D'ailleurs pour faciliter le jeu (en faisant glisser le talon à l'image de la masse) et prévenir les déchirements du tapis, les queues furent biseautées. Les queues de pool et de snooker ont gardé ce profilage encore de nos jours de manière purement esthétique.